# Колхидская культура
Колхидская культура (груз. კოლხური კულტურა) — археологическая культура на территории Западной Грузии, одними из носителей которой были колхи — древние западно-грузинские племена.

## Периодизация
Колхидская культура относится к позднебронзовому и раннежелезному векам, датируется периодом с X-IX вв. до н. э. по VII век до н. э. или III век до н. э., в которой выделяют бзыбскую позднеколхидскую культуру. Расцвет колхидской культуры приходится на 2-й половину VIII – первую половину VII века до н. э.
Более точная датировка памятников Колхидской культуры пока остается спорной.
- Известна[4] т. н. «Длинная периодизация», которая была обоснована Д. Л. Коридзе (1965) уделявшим большее внимание кладам, который разделил культуру на шесть хронологических периодов (XVI—XIV, XIII—XII, XII—XI, XI—X, X—VIII, VIII—VII вв. до н. э.). Большинство «классических» колхидских кладов с орнаментированными топорами и богатым инвентарем были датированы в широких рамках X—VIII вв. до н. э., и только клады из Лайлаши, Цагери и Цхинвали оказались отнесены к XI—X вв. до н. э. Недостаток такого подхода — памятники колхидской культуры эпохи её расцвета практически остались за рамками периодизации Д. Л. Коридзе, получив очень широкую датировку.
- Известна[4] т. н. «Короткая периодизация» — обоснована Ю. Н. Вороновым (1980), уделившим, в отличие от Д. Л. Коридзе, основное внимание погребальным комплексам. «Наиболее древние из погребальных комплексов колхидской культуры на территории Абхазии» он датировал первой половиной VIII в. до н. э. Культура была распределена на три периода (вторая половина VIII—VII, конец VII — первая половина IV, вторая половина IV—I вв. до н. э.).

Данная «короткую» хронологию поддержала Л. Н. Панцхава (1986, 1988), Т. К. Микеладзе (1990), Э. М. Гогадзе (1984) и Д. Б. Апакидзе (1991), датировавшие большинство «классических» колхидских комплексов в рамках VIII—VI вв. до н. э.
- Большинство ученых, за исключением Ю. Н. Воронова, не отрицало формирования колхидской культуры в середине 2-го тыс. до н. э.

## Памятники и артефакты
Культура представлена могильниками, поселениями и кладами.
- Учеными исследованы следующие комплексы памятников[4] : Эшера (1934) , Гагра (1971) , Куланурхва (1969), Звандрипш (1969), Верхняя Эшера (1953), Куланурхва −1, Куланурхва — 6, 7, Гальский клад, Нижняя Эшера (1930), Бамбора (1940), Приморское, Гудаута (1960), Куланурхва — 11, Красный Маяк- 2, 4, Ачандара (1970), Нижняя Эшера (1969), Красный Маяк- 62, 93, Куланурхва- 8, 9, Красный Маяк — 11, 17, Куланурхва — 4, 5, Куланурхва — 10, Красный Маяк — 07, Куланурхва — 3 и др.

- Учеными исследованы следующие клады, проводимые в хронологии по Д. Л. Коридзе[4] :

XVIII—XVI вв. — Уреки
XVI—XIV вв. — Квишара, Пиленково, Гагра, Пицунда, Лыхны, Эрге, Чорохи, Кобулети, Лайлаши, Эрге (Земо-Кочо), Мелекедури, Дими, Парцханаканеви, Гори;
XIII—XII вв. — Зенити (2 находки 1935 г.), Сасирети, Дигоми, Орду, Удэ;
XII—XI вв. — Вакиджвари, Шрома, Артвин, Кара-дере, Чаисубани, Бобоквати, Зенити (1926 г.), Цихисдзири-Самеба, Макванети, Опшквити, Сакара, Земо-Симонети, Дарквети, Лайлаши (ГЭ), Теловани;
IX—X вв. — Эрге, Лайлаши, Цхинвали, Ахалкалаки, Бежатубани, Цагери, Гутури, Диди Вани, Бугеули, Тхмори, Тагилони;
X—VIII вв. — Окуреши, Квишара, Лухвано, Переви, Цоиси, Лесичине, Сурмуши, Хеви, Синатле, Мехчис-Цихе, Оджоли, Чала, Джвари, Дгнориса, Калвата, окрестности Батуми (1914 г.), Тола, Сапудзвреби
VIII—VII вв. — Уреки (Капровина), Бзвани, Шуахеви, Курзу;
Археологами выделено три варианта (локализаций) артефактов культуры :
 — Бзыбский (Бзыбская Абхазия) (представлен погребальными памятниками (индивидуальными погребениями)).
 — Мегрельский (включающий Абжуйскую Абхазию, Самурзакань, Мегрелию, Гурию), (представлен кладами и погребальными памятниками (коллективными погребениями — «могильными ямами»)).
 — Лечхумо-Имеретинский (представлен исключительно кладами).
Раскопанные объекты предоставили разнообразный бронзовый инвентарь, среди которого встречаются отдельные железные предметы.
Некоторые бронзовые предметы покрыты изображениями животных, исполненными чеканкой и гравировкой.
- Также обнаружены :

 — объемные фигурки зверей и антропоморфные скульптурные изображения.
 — бронзовые человеческие фигурки (мужские божества с подчеркнутыми признаками пола).
Установленные очаги обработки металлов (локальные фрагменты культуры):
 — бассейн р. Чорохи, Аджария
 — район Рачинского хребта
 — район Лечхумского хребта
Большинство ученых отмечают, что Колхидская культура имеет много общего с кобанской культурой, особенно по артефактам бронзолитейного производства.

## Образ жизни, экономика
Носители колхидской культуры жили патриархально-родовыми общинами (имеются признаки имущественной дифференциации).
Основные занятия :
 — земледелие
 — скотоводство
 — металлургия.
Картографирование найденных артефактов («пекторалей» и т. п.) показало основные маршруты военных походов, проходящие через перевалы между Карачаево-Черкесией, Кабардино-Балкарией и Абхазией (Клухорский и Донгуз-Орунбаши), а также Северной Осетией и Рачей (Гебеафцаг и Гурдзиафцаг).
Ученые исключают возможность перемещения сколько-нибудь значительных групп киммерийцев и скифов, вдоль Черноморского побережья Кавказа, так как имеет место малочисленность известных здесь ярких археологических свидетельств межплеменных контактов.